# My Way (bài hát của Usher)
"My Way" là đĩa đơn của nghệ sĩ người Mỹ Usher từ album My Way, phát hành tháng 5 năm 1998. Đĩa đơn đạt được doanh số vừa phải và leo đến vị trí #2 trên Billboard Hot 100 Hoa Kỳ, chỉ sau siêu hit "The Boy Is Mine" của Brandy và Monica (giữ vị trí quán quân 13 tuần liên tiếp trên bảng xếp hạng này).

## Danh sách bài hát
US Vinyl, 12"
1. My Way [Remix W/J.D.] 3:37 Rap [Featuring] - Jermaine Dupri
2. My Way [Remix Instrumental] 3:37
3. My Way [Remix Acappella] 3:37 Rap [Featuring] - Jermaine Dupri
4. My Way [Album Version] 3:38
5. My Way [Instrumental] 3:36
6. My Way [Acapella]

## Xếp hạng
| Bảng xếp hạng                 | Vị trí cao nhất |
| ----------------------------- | --------------- |
| Australian ARIA Singles Chart | 48              |
| New Zealand Singles Chart     | 17              |
| U.S. Billboard Hot 100        | 2               |
| U.S. Hot R&B/Hip-Hop Songs    | 4               |
| U.S. Hot Singles Sales        | 1               |
| U.S. Hot 100 Airplay          | 29              |